# Alan Menken
Alan Menken (New Rochelle, New York, 1949. július 22. –) nyolcszoros Oscar-díjas amerikai zeneszerző. Több Disney-rajzfilm zenéje mellett színházi (musical) műveket is jegyez.

## Élete
Gyermekkorát New Rochelle-ben töltötte és már akkor is figyelemre méltó zenei készségekkel rendelkezett. Mikor eljött az ideje zongorán és hegedűn tanult a középiskolában, de csak a New York-i egyetemen tudta megvalósítani álmát, hogy a zene mesterévé váljon. Mikor később a Lehmann-Engel-Musical-Színházban dolgozott, kifejlesztett egy módszert a musicalek áthangszerelésére. Nagy lelkesedéssel megdolgozott a kellő tudásért, hogy musicalt komponáljon, és Howard Ashman barátságáért.

## Filmzenéi
- 1986 – Rémségek kicsiny boltja
- 1989 – A kis hableány
- 1990 – Rocky V.
- 1991 – A szépség és a szörnyeteg
- 1992 – Rikkancsok(wd)
- 1992 – Aladdin
- 1995 – Pocahontas
- 1996 – A Notre Dame-i toronyőr
- 1997 – Herkules
- 2004 – A legelő hősei
- 2004 – Karácsonyi ének - A musical (TV film)
- 2006 – Összekutyulva(wd)
- 2007 – Bűbáj
- 2010 – Aranyhaj és a nagy gubanc
- 2012 – Tükröm, tükröm
- 2016 – Virsliparti
- 2017 – A szépség és a szörnyeteg
- 2019 – Aladdin

## Színházi
- 1982 – Rémségek kicsiny boltja
- 1992 – Weird Romance
- 1994 – Szépség és a szörnyeteg (Broadway)
- 1994 – Karácsonyi ének (Broadway)
- 1997 – King David
- 1999 – A Notre Dame-i toronyőr (német musical)
- 2003 – Aladdin
- 2003 – Rémségek kicsiny boltja (Broadway)
- 2007 – Weird Romance (Broadway)
- 2008 – A kis hableány (Broadway)

## Fontosabb díjak és jelölések
Alan Menken 8 Oscar-díjat, valamint 28 más díjat nyert és további 29-re jelölt volt.
Oscar-díj
- 1986 jelölés: legjobb eredeti betétdal (Rémségek kicsiny boltja)
- 1989 díj: legjobb eredeti filmzene (A kis hableány)
- 1989 díj: legjobb eredeti betétdal (A kis hableány "Under the Sea")
- 1989 jelölés: legjobb eredeti betétdal (A kis hableány "Kiss the Girl")
- 1991 díj: legjobb eredeti filmzene (A szépség és a szörnyeteg)
- 1991 díj: legjobb eredeti betétdal (A szépség és a szörnyeteg "Beauty and the Beast")
- 1991 jelölés: legjobb eredeti betétdal (A szépség és a szörnyeteg "Belle")
- 1991 jelölés: legjobb eredeti betétdal (A szépség és a szörnyeteg "Be Our Guest")
- 1992 díj: legjobb eredeti filmzene (Aladdin)
- 1992 díj: legjobb eredeti betétdal (Aladdin "A Whole New World")
- 1992 jelölés: legjobb eredeti betétdal (Aladdin "Friend Like Me")
- 1995 díj: legjobb eredeti filmzene (vígjáték vagy musical) (Pocahontas)
- 1995 díj: legjobb eredeti betétdal (Pocahontas "Colors of the Wind")
- 1996 jelölés: legjobb eredeti filmzene (vígjáték vagy musical) (A Notre Dame-i toronyőr)
- 1997 jelölés: legjobb eredeti betétdal (Herkules "Go the Distance")
- 2007 jelölés: legjobb eredeti betétdal (Bűbáj "Happy Working Song")
- 2007 jelölés: legjobb eredeti betétdal (Bűbáj "So Close")
- 2007 jelölés: legjobb eredeti betétdal (Bűbáj "That's How You Know")
- 2011 jelölés: legjobb eredeti betétdal (Aranyhaj és a nagy gubanc "I See the Light")

Golden Globe-díj
- 1989 díj: legjobb eredeti filmzene (A kis hableány)
- 1991 díj: legjobb eredeti filmzene (A szépség és a szörnyeteg)
- 1992 díj: legjobb eredeti filmzene (Aladdin)
- 1995 jelölés: legjobb eredeti filmzene (Pocahontas)
- 1996 jelölés: legjobb eredeti filmzene (A Notre Dame-i toronyőr)

Grammy-díj
- 1991 jelölés: legjobb eredeti filmzene (A kis hableány)
- 1991 díj: legjobb betétdal (A kis hableány "Under the Sea")
- 1991 jelölés: legjobb eredeti betétdal (A kis hableány "Kiss the Girl")
- 1993 díj: legjobb eredeti filmzene (A szépség és a szörnyeteg)
- 1993 díj: legjobb betétdal (A szépség és a szörnyeteg "Beauty and the Beast")
- 1994 díj: legjobb eredeti filmzene (Aladdin)
- 1994 díj: legjobb betétdal (Aladdin "A Whole New World")
- 1994 jelölés: legjobb betétdal (Aladdin "Friend Like Me")
- 1996 díj: legjobb betétdal (Pocahontas "Colors of the Wind")
- 2009 jelölés: legjobb betétdal (Bűbáj "That's How You Know")
- 2009 jelölés: legjobb betétdal (Bűbáj "Ever Ever After")